# Vilde Helmerson
Vilde Helmerson, född 1999, är en svensk tidigare barnskådespelare. 

## Filmografi
- 2003 – Folkhemmet (kortfilm)
- 2007 – Nina Frisk – William
- 2007 – Den nya människan – Jennys pojke
- 2008 – Patrik 1,5 – lillebror Karlsson
- 2010 – Tindra (kortfilm)